# SDSS J1228+1040 b
SDSS J1228+1040 b是一顆圍繞白矮星 SDSS J1228+1040運行的太陽系外行星或星子。它是在2019年使用鈣發射線 Ca II變化發現的。
與白矮星周圍的其它星子不同，行星SDSS J1228+1040 b需要高內強度和高密度才能不被潮汐破壞。研究人員計算出的密度為7.7 g / cm3< / sup>或更低。這個密度接近鐵的密度，據推測，這顆星子是一顆較大天體的核心。這個較大的母體可能被白矮星剝離了地殼和地函，留下了核心。然後，這些地殼和地函的物質形成現在在白矮星周圍被檢測到的岩屑盤。
起初，行星的大小估計在4到600公里之間，或者對於軌道離心率來說，在2到200公里之間，但較新的吸積模型表明，在完全昇華之前，最小半徑為72公里，壽命為1,500年。
白矮星SDSS J1228+1040被探測到有著金屬線的光譜，和紅外過量的一個岩屑盤包圍。白矮星也顯示了發射線。雖然吸收線代表白矮星的大氣層已經被金屬污染了，但發射線被解釋為圓盤內昇華的金屬氣體。在SDSS J1228 + 1040的情況下，建議氣體是在行星表面昇華。在15年的觀測中，氣體成分也顯示出長期變化。這被解釋為假定為行星偏心軌道的進動。白矮星周圍的其他氣態盤顯示出類似的長期變化。
一項研究質疑行星的存在，並認為圓盤在廣義相對論和氣體壓力的力作用下先於行星。圓盤的這種離心率應該在200年內消散，這意味著圓盤一定是最近形成的。

## 外部連結
- SIMBAD entry for SDSS J1228+1040 （页面存档备份，存于）

| 紀錄                   | 紀錄                     | 紀錄             |
| ---------------------- | ------------------------ | ---------------- |
| 前任者： WD 1145+017 b | 半徑最小的系外行星 2019— | 繼任者： current |